# Ванкдорф (стадіон)
Ванкдорф (нім. Wankdorfstadion) – футбольний стадіон у Берні, що існував у 1925—2001 роках. На цьому стадіоні проводила значну частину домашніх матчів Збірна Швейцарії та проходили фінали Кубка Швейцарії. Також тут грав свої домашні матчі місцевий футбольний клуб «Янг Бойз». Стадіон широко відомий тим, що приймав ряд матчів, в том числі і фінал Чемпіонату світу з футболу 1954.
У 2001 році «Ванкдорф» був знесений і на його місці побудований сучасний футбольний стадіон «Стад де Суїсс».

## Історія

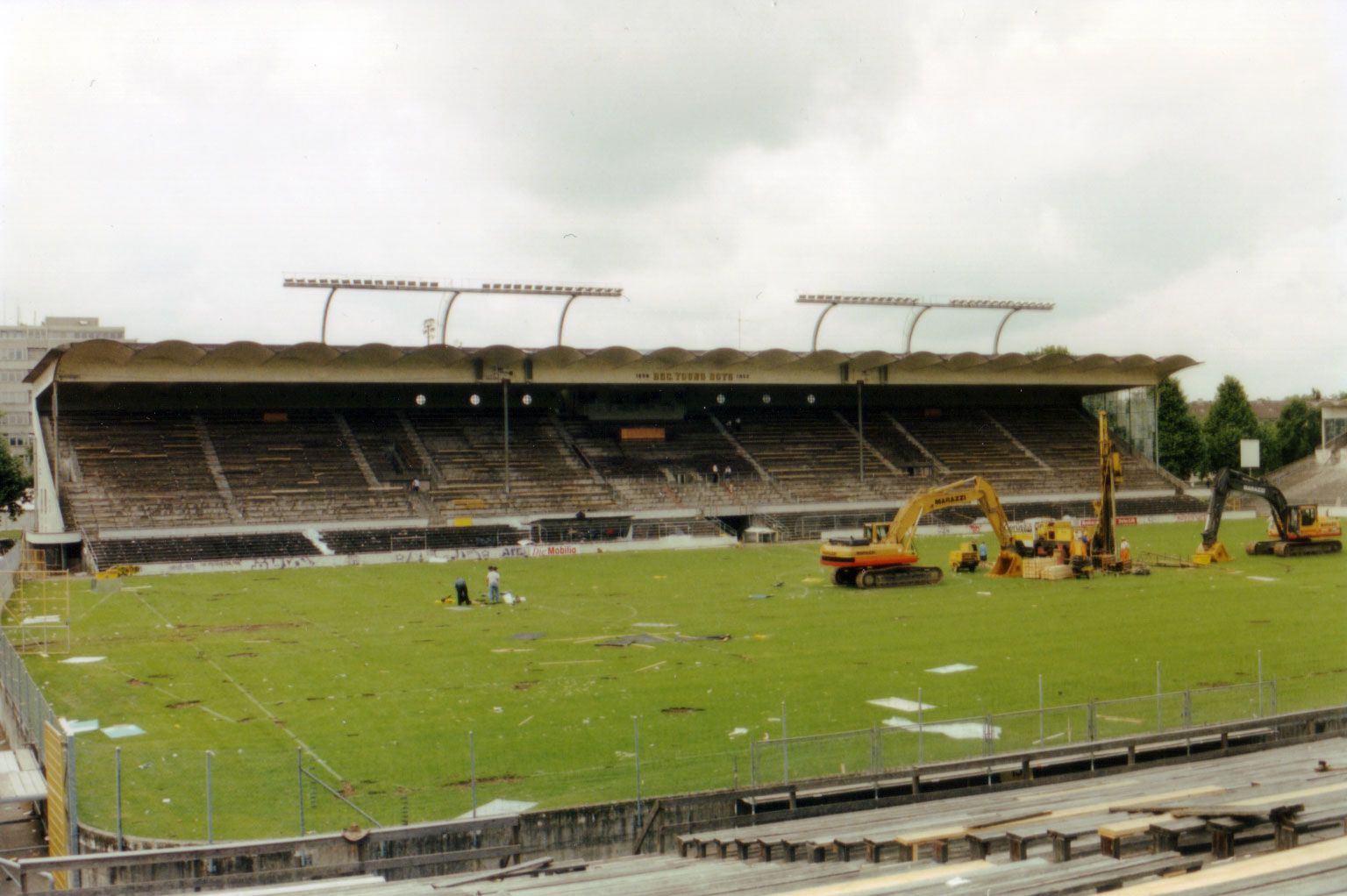
«Ванкдорф» незадовго до знесення

### Рання історія
Будівництво стадіону розпочалося в 1924 році. 
Стадіон був офіційно відкритий 18 жовтня 1925 року, а 8 листопада 1925 року на ньому відбувся перший міжнародний матч між збірними Швейцарії та Австрії. На той час стадіон вміщував 22 000 глядачів, з них 6 200 під дахом, у тому числі 1 200 сидячих місць. 
У 1933 році було збудоване тренувальне поле, а в 1939 було збудовано нові трибуни, що збільшили місткість стадіону до 42 000 глядачів.
Перед Чемпіонатом світу з футболу 1954 стадіон було знесено, і на його місці за проектом архітекторів Гемміґа та Муццуліні було зведено новий стадіон на 64 000 місць (у тому числі 56 000 сидячих місць).

### Чемпіонат світу-1954
Під час Чемпіонату світу з футболу 1954 «Ванкдорф» був головним і найбільшим стадіоном чемпіонату. Тут відбулися 6 матчів чемпіонату. 4 липня 1954 року на стадіоні відбувся фінал турніру, який зробив «Ванкдорф» легендарним. У тому матчі збірна ФРН, пропустивши два голи від Угорщини за перші 10 хвилин, зуміла відігратися та завдяки голу Гельмута Рана на останніх хвилинах виграти з рахунком 3:2. Ця гра ввійшла в історію футболу як Бернське диво, оскільки Золота команда, або Чарівні мадяри, як тоді називали угорську збірну, у 51 матчі з 1950 до 1956 років більше не зазнавали поразок, перемагаючи більшість своїх суперників, включаючи збірну Англії на Вемблі, з великим рахунком.

#### Матчі ЧС-1954 на стадіоні

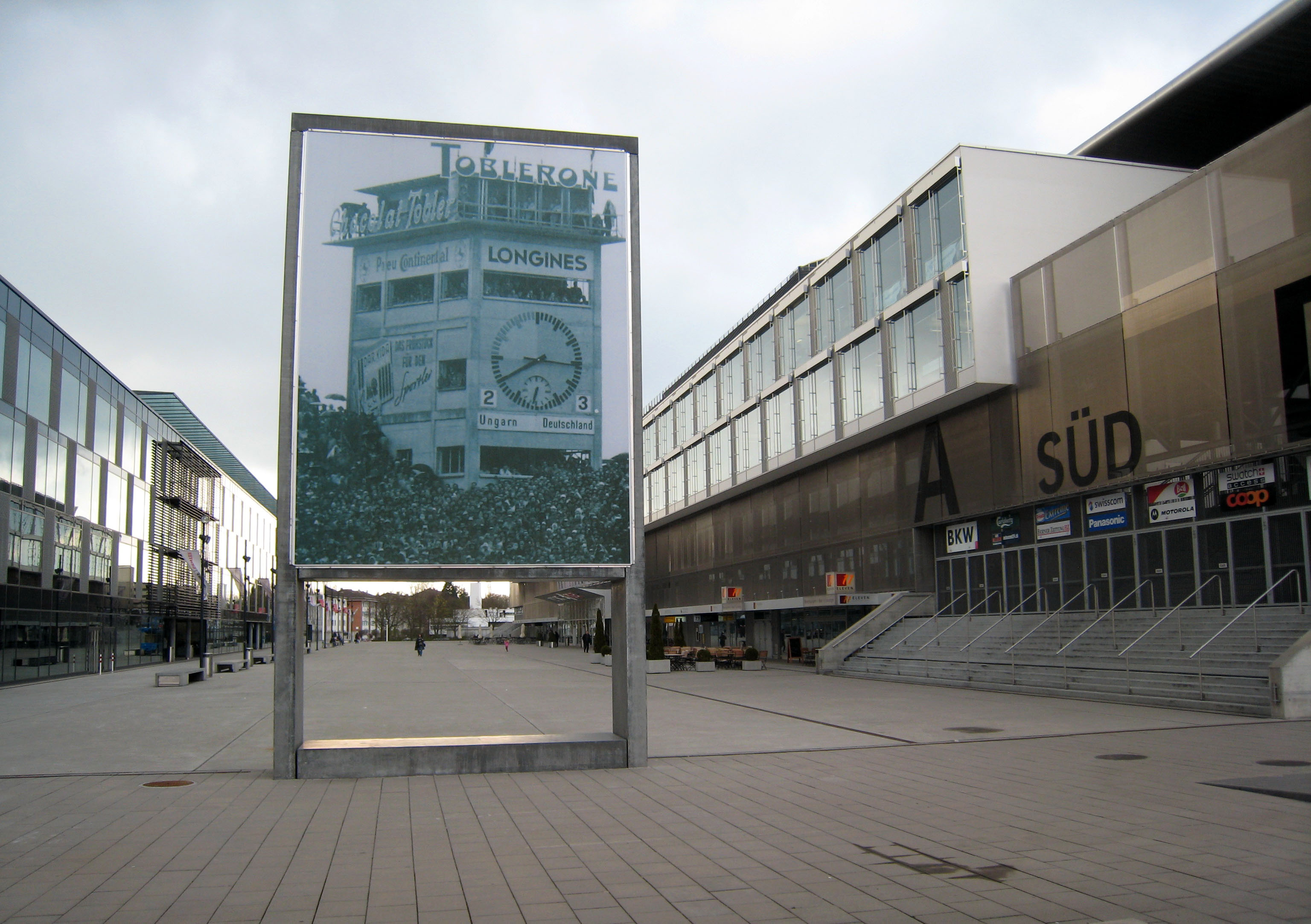
Годинник з рахунком фінального матчу Німеччина—Угорщина

| Дата      | Матч                     | Рахунок | Раунд        | Глядачі |
| --------- | ------------------------ | ------- | ------------ | ------- |
| 15 червня | Уругвай — Чехословаччина | 2:0     | Матч групи 3 | 20 500  |
| 17 червня | ФРН — Туреччина          | 4:1     | Матч групи 2 | 39 000  |
| 20 червня | Англія — Швейцарія       | 2:0     | Матч групи 4 | 50 000  |
| 27 червня | Бразилія — Угорщина      | 2:4     | 1/4 фіналу   | 60 000  |
| 4 липня   | Угорщина — ФРН           | 2:3     | Фінал        | 60 000  |

### Стадіон після ЧС
Після чемпіонату світу стадіон прийняв два фінали єврокубків: 1961 року на ньому відбувся фінал Кубка європейських чемпіонів між «Барселоною» і «Бенфікою», а 1989 року фінал Кубка володарів Кубків між «Сампдорією» і, знову ж таки, «Барселоною». 

#### Матчі європейських фіналів на стадіоні
| Дата           | Матч                                          | Рахунок | Турнір                                 | Глядачі |
| -------------- | --------------------------------------------- | ------- | -------------------------------------- | ------- |
| 31 травня 1961 | «Бенфіка» (Лісабон) — «Барселона» (Барселона) | 3:2     | Кубок європейських чемпіонів 1960/1961 | 33 000  |
| 10 травня 1989 | «Барселона» (Барселона) — «Сампдорія» (Генуя) | 2:0     | Кубок володарів Кубків 1988/1989       | 45 000  |

### Занепад

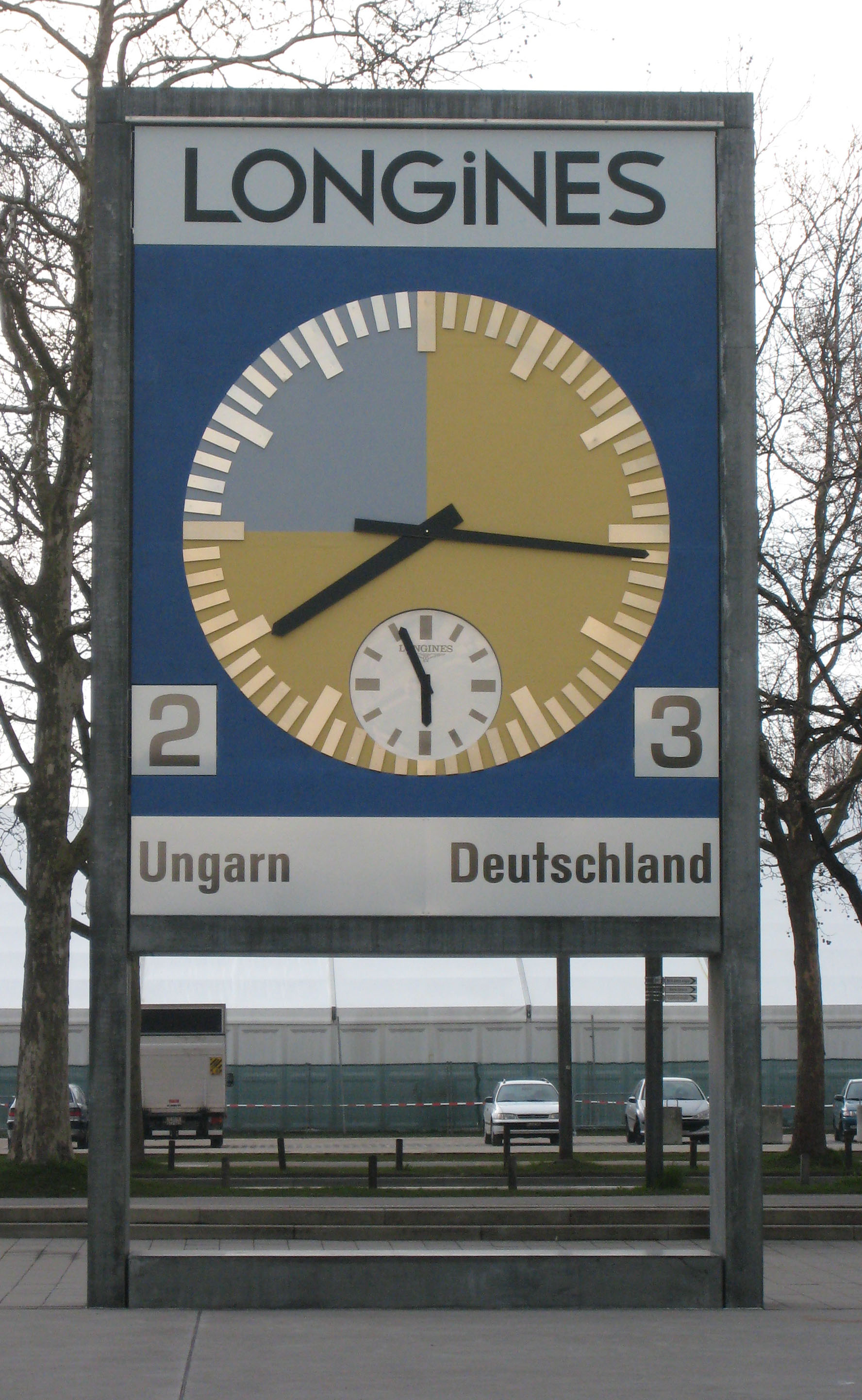
Відновлений годинник перед стадіоном «Стад де Суїсс »

Поступово стадіон приходив у занепад, і в останні роки свого існування з міркувань безпеки вміщував лише 22 000 глядачів, до того ж був обладнаний не пластиковими сидіннями, а дерев'яними лавами. 
7 липня 2001 року на стадіоні відбувся останній матч, на якому були присутні зірки фіналу чемпіонату світу 1954 року Фриц Вальтер та Дьюла Ґрошич. 
3 серпня 2001 року стадіон було зруйновано.

## Годинник Longines
Як і в багатьох інших легендарних стадіонів світу, у «Ванкдорфа» був свій символ. Ним була башта з годинником швейцарської фірми Longines. Після будівництва на місці «Ванкдорфа» нового стадіону, годинник був відновлений зі старих частин та встановлений у грудні 2007 перед стадіоном. Годинник показує час закінчення (20:16) та рахунок (3:2) фіналу Чемпіонату світу-1954.